# Eidgenossenschaft (Rechtsbegriff)
Die Eidgenossenschaft als abstrakter Rechtsbegriff bezeichnet die Verbindung von gleichberechtigten Genossen durch einen auf bestimmte Zeit oder für alle Ewigkeit bei Gott geschworenen Eid als höchste Form der Selbstverpflichtung des Menschen. In dieser Bedeutung steht die Eidgenossenschaft im Gegensatz zur Feudalherrschaft mit ihrer hierarchisch-asymmetrischen Organisation.
Im Mittelalter waren es vor allem die Städte, die im Widerspruch zum vorherrschenden Feudalismus den jeweiligen Landes- und Stadtherren mehr und mehr Rechte und Privilegien abtrotzten und so zunehmend die Möglichkeit zur Selbstverwaltung erhielten. Auch sie grenzten sich deshalb durch die Installation sogenannter Eidgenossen von der klassischen Feudalherrschaft ab. Ein Eidgenosse in diesem Sinne war ein Geschworener oder Stadtschöffe, der dem Bürgermeister oder einem Stadtrichter beigeordnet sein konnte. Entsprechend war ein Eidgeselle jemand, der unter dem gleichen Eid stand, insbesondere ein Mitschöffe. Der Begriff „Eidgeselle“ wurde mit ähnlicher Bedeutung auch für einen Handwerksgesellen, einen geschworenen Freund oder die eigene Ehefrau verwendet.
Im Verlauf des 16. Jahrhunderts wurde das Wort „Eidgenosse“ in der Form von eiguenot beziehungsweise enguenos ins Französische entlehnt und wurde dort in Anlehnung an den Namen des Genfer Bürgermeisters Besançon Hugues, Führer der Protestanten, zu huguenot (vgl. Hugenotten).